# Lleó de Belfort
El Lleó de Belfort (en francès: Lion de Belfort) és una escultura monumental en embalum rodó de l'escultor alsacià Frédéric Auguste Bartholdi, situada a Belfort, Franc Comtat, França, al peu del penya-segat de la ciutadella. Representa un lleó ajagut, amb la pota recolzada sobre una fletxa. Sembla visiblement disposat a posar-se dret i es recolza en un pedestal de jardí de rocall. L'escultura fou classificada monument historique de França el 20 d'abril de 1931.
Commemora la resistència de la ciutat assetjada pels Prussians durant la guerra francoprussiana de 1870, després de la qual la zona corresponent a l'actual territori de Belfort fou l'única part d'Alsàcia que va romandre francesa.
Amb una llargària de 22 m i una alçada de 11 metres, és l'estàtua de pedra més gran de França, es va fer amb blocs de pedra sorrenca de color rosa de Perusa, esculpits individualment i després traslladats a una terrassa verda i recolzats a la paret calcària grisa sota el castell de Belfort, ciutadella construïda per Vauban i després reconstruïda pel general Haxo, per poder ser muntats allà.
L'obra simbolitza la resistència heroica de Belfort portada pel coronel Denfert-Rochereau durant el setge de la ciutat per part de l'exèrcit prussià, que va durar 103 dies, des de desembre de 1870 fins a febrer de 1871).

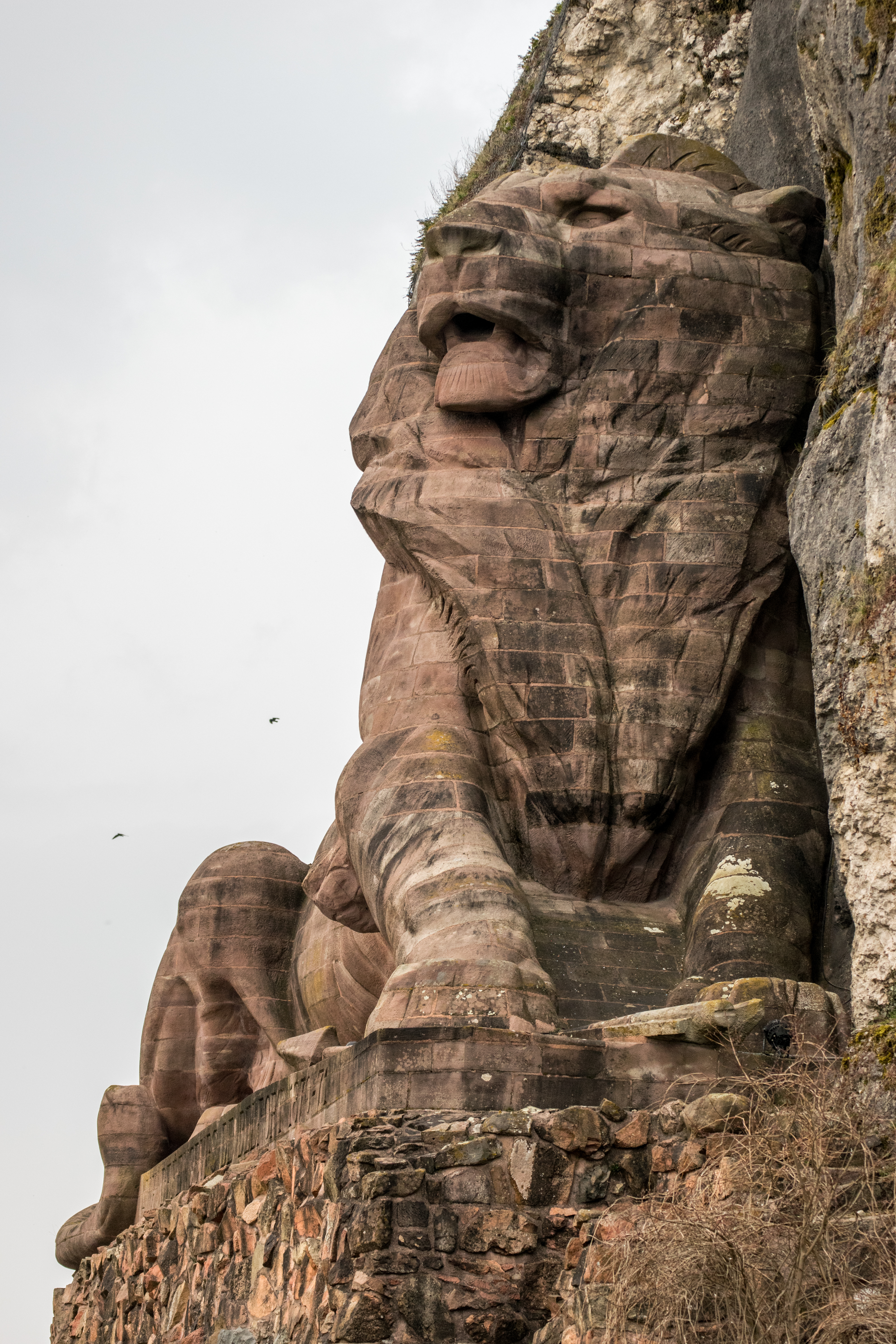
El Lleó de Belfort vist de cara
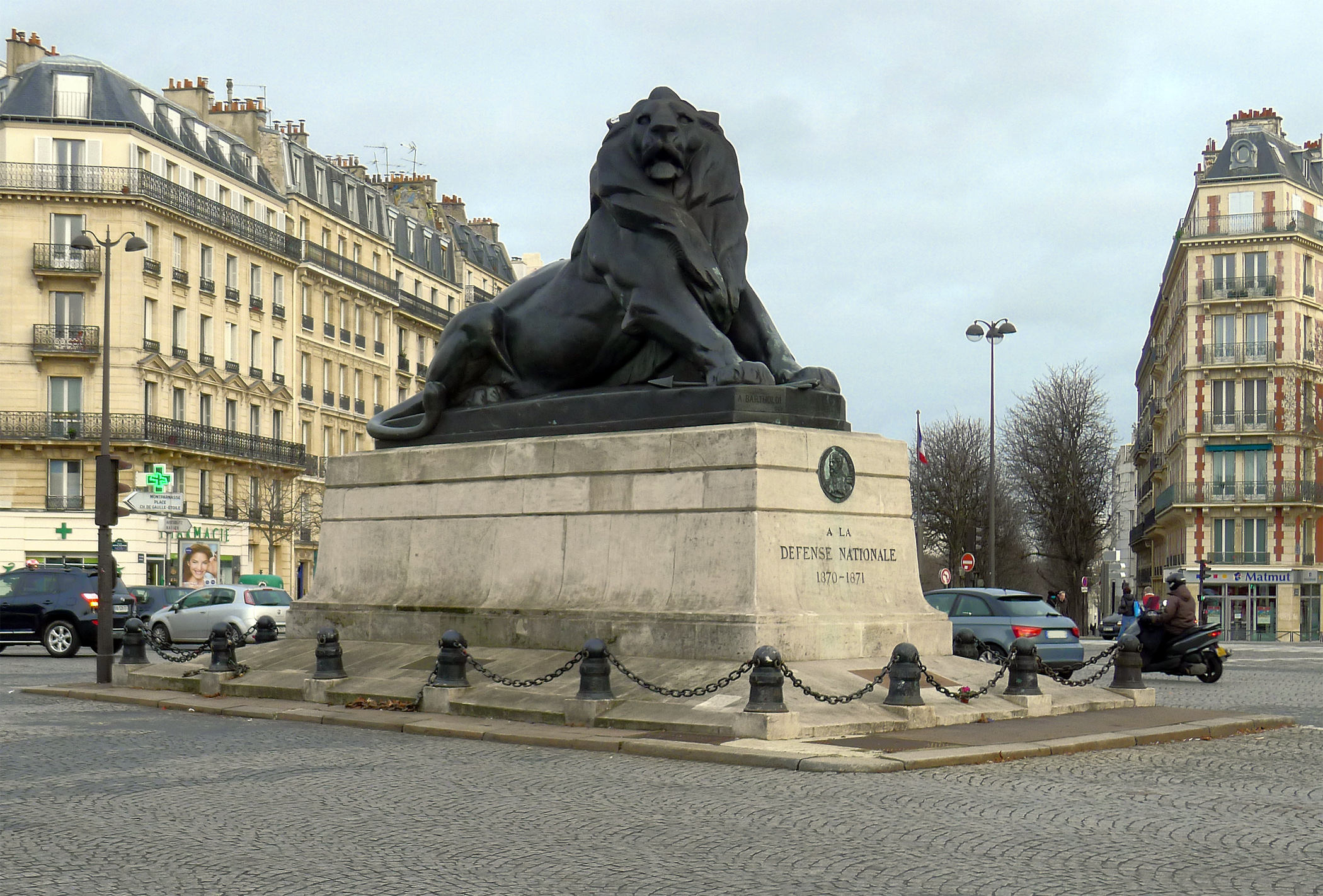
El Lleó de Belfort, Denfert-Rochereau a París.
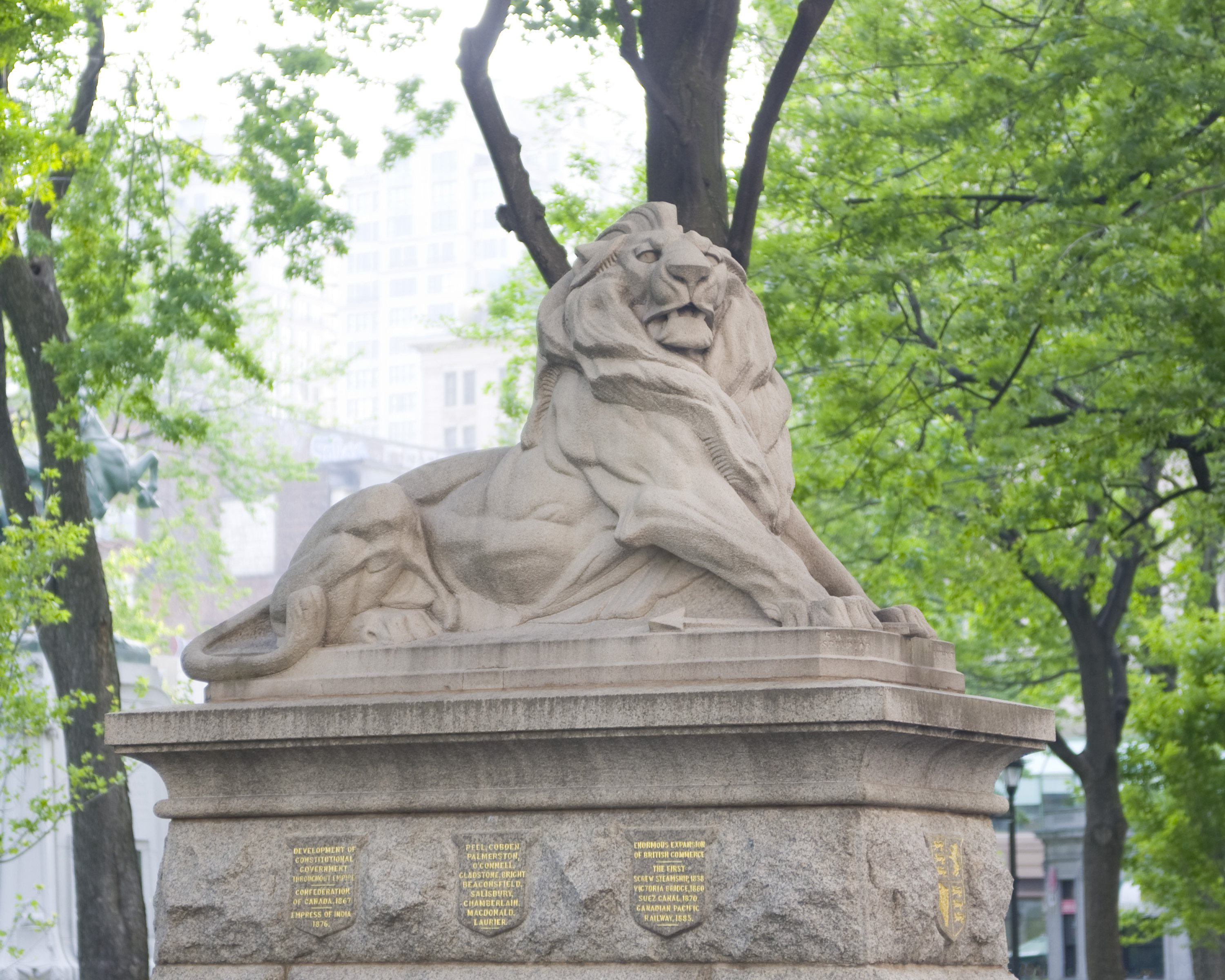
Rèplica de Montréal.
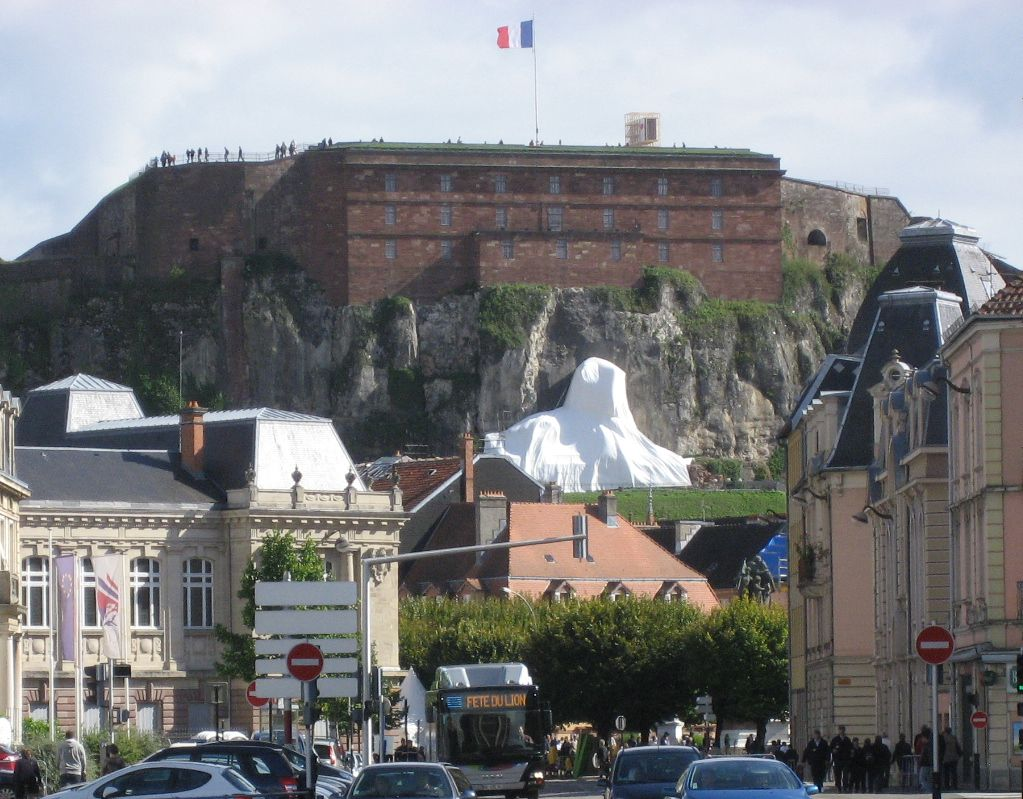
El Lleó abans de la seva inauguració el 18 de setembre de 2011.